# 1937年6月8日日食
1937年6月8日日食是一次日全食，發生於1937年6月8日（東半球為6月9日）。新月當天（即朔日），地球上觀測到月球和太阳的角距離極小，此時月球如果恰好在月球交點附近，穿過太阳和地球之間，與地球、太阳接近一直線，則會出現日食。月球本影接觸地表而使該區域完全得不到陽光，就會形成日全食，同時在本影兩側數千公里的半影範圍內遮擋部分陽光，形成日偏食。此次日全食經過了吉爾伯特及埃利斯群島和秘鲁，日偏食則覆蓋了太平洋大部、美国南部、中美洲絕大部分、南美洲西半部。此次日全食是自1098年7月1日以來最長的一次，但1955年6月20日就會有更長的日全食發生。

## 日食概況

### 出現區域
太平洋西部、蒂科皮亞島東北約100公里的洋面在6月9日日出時最先看到日全食，此後月球本影向東北覆蓋了英國殖民地吉爾伯特及埃利斯群島今屬圖瓦盧的部分島嶼，跨過國際日期變更線，又覆蓋了吉爾伯特及埃利斯群島今屬基里巴斯菲尼克斯群岛的部分島嶼後在克拉里翁島西南約1900公里的洋面達到最大食分。此後本影轉向東南，劃過很長的洋面後從秘鲁北部海岸登上南美洲，最終在6月8日日落時分結束於馬德雷德迪奧斯大區境內。
本影經過的陸地依次包括：
- 吉尔伯特和埃利斯群岛：今吐瓦魯努庫費陶環礁、瓦伊圖普環礁、富納富提環礁除南端外的大部，基里巴斯尼庫馬羅羅環礁、麥基恩島、奧羅納環礁、伯尼島、坎頓島、恩德伯里島、拉瓦基島；
- 秘魯：拉利伯塔德大區南半部、安卡什大區除南北兩端外的大部、瓦努科大區中南部、帕斯科大區除西南和東北兩角外的大部、胡寧大區東北半部、烏卡亞利大區南部、庫斯科大區北部、馬德雷德迪奧斯大區西部。[3][4]

除了狹窄的全食帶內能看見日全食之外，月球半影覆蓋範圍內都能看到日偏食，包括密克罗尼西亚岛群東半部、美拉尼西亚島群東部、玻里尼西亞島群除新西兰南島和查塔姆群島外的大部、美国南部、中美洲除巴哈马群島北部外的絕大部分、南美洲西北半部。其中大部分位於國際日期變更線以東，在6月8日看到日食，剩下的部分在6月9日看到日食。

### 基本參數
由於地球在遠日點附近，月球又在近地点附近，本次日全食的全食帶較寬，持續時間長，食分大。在全食帶的中心點（與持續時間最大的地點稍有些距離），本影在地面覆蓋了249.8公里，日全食持續了7分4.0秒，是沙羅周期136的3次持續超過7分鐘的日全食中的第一次，儘管在一個沙羅周期之後的1955年6月20日就有持續更長的日全食，但本次日全食是自1098年7月1日以來最長的一次。而公元前4000年至公元6000年間的23740次日食中日全食有6326次，但持續超過7分鐘的日全食僅59次，其中最長的2186年7月16日逼近理論極限的日全食共持續7分29秒。
- 類型：日全食
- 食甚中心處（位於克拉里翁島西南約1900公里的太平洋東部）資料：
  - 時間：1937年6月8日20:40:37.6
  - 地點：9°54.7′N 130°31.0′W / 9.9117°N 130.5167°W
  - 食分：1.0751（全食帶內最大）
  - 日全食持續時間：7分4.0秒

## 觀測
美国、英国、新西兰等國的科學家都到菲尼克斯群岛的坎頓島觀測了日全食。其中美国的觀測活動由國家地理學會組織，美國海軍協助。這次日全食有三個顯著的特點——一是持續時間長，在太平洋東部持續時間最長的地點超過了7分鐘；二是儘管位於热带島嶼，但各個觀測點都獲得成功，未受天氣影響；三是這次日全食之前、日全食期間及結束後的情形都通過无线电向外界傳送，各地的人都可以及時了解這個遙遠海島上的觀測進展。

## 相關的日食

### 1935-1938年的日食
月球交替位於相對的月球交點時，以半個交點年（食年），即約177天又4小時間隔出現下列日食。
註：1935年2月3日和1935年7月30日的日偏食屬於上一組交點年系列。
| 升交點   | 升交點                    |          | 降交點                   | 降交點 |
| 沙羅周期 | 地圖                      | 沙羅周期 | 地圖                     |        |
| 111      | 1935年1月5日 偏食（南）   | 116      | 1935年6月30日 偏食（北） |        |
| 121      | 1935年12月25日 環食       | 126      | 1936年6月19日 全食       |        |
| 131      | 1936年12月13日 環食       | 136      | 1937年6月8日 全食        |        |
| 141      | 1937年12月2日 環食        | 146      | 1938年5月29日 全食       |        |
| 151      | 1938年11月21日 偏食（北） |          |                          |        |

### 沙羅周期
沙羅週期長度為18年11天。本次日食屬於沙羅週期136，共包含71次日食，依次為1360年6月14日至1486年8月29日的8次日偏食、1504年9月8日至1594年11月12日的6次日環食、1612年11月22日至1703年1月17日的6次全環食（亦稱混合食）、1721年1月27日至2496年5月13日的44次日全食、2514年5月25日至2622年7月30日的7次日偏食，總共歷時1262.11年。其中最長的全食發生於1955年6月20日，共持續了7分8秒。
下表列舉了1865年至2100年間發生的屬於該週期的日食，是第29至42次：
| 28            | 29            | 30            |
| ------------- | ------------- | ------------- |
|               | 1865年4月25日 | 1883年5月6日  |
| 31            | 32            | 33            |
| 1901年5月18日 | 1919年5月29日 | 1937年6月8日  |
| 34            | 35            | 36            |
| 1955年6月20日 | 1973年6月30日 | 1991年7月11日 |
| 37            | 38            | 39            |
| 2009年7月22日 | 2027年8月2日  | 2045年8月12日 |
| 40            | 41            | 42            |
| 2063年8月24日 | 2081年9月3日  | 2099年9月14日 |

## 資料來源
1. ↑  樊忠玉. . 中国天文科普网.   [2016-04-08]. （原始内容存档于2014-09-17）.
2. 1 2 3  Fred Espenak. . NASA Eclipse Web Site.   [2016-04-08]. （原始内容存档于2020-10-20）.（英文）
3. ↑  Fred Espenak. . NASA Eclipse Web Site.   [2016-04-08]. （原始内容存档于2020-10-20）.（英文）
4. ↑  Xavier M. Jubier. .   [2016-04-08]. （原始内容存档于2019-08-31）.（法文）（英文）
5. ↑  Fred Espenak. . NASA Eclipse Web Site.   [2016-04-08]. （原始内容存档于2008-08-29）.（英文）
6. ↑  Fred Espenak. . NASA Eclipse Web Site.   [2016-04-14]. （原始内容存档于2014-12-31）.（英文）
7. ↑  Mitchell, S. A. . Publications of the Astronomical Society of the Pacific. 1938-02, 50: 23  [2022-02-26]. ISSN 0004-6280. doi:10.1086/124881. （原始内容存档于2022-02-26） （英语）.
8. ↑  Michie, C. B. . Monthly Notices of the Royal Astronomical Society. 1938-12-01, 99 (2): 132–135  [2022-02-26]. ISSN 0035-8711. doi:10.1093/mnras/99.2.132. （原始内容存档于2022-02-26） （英语）.
9. ↑  Fred Espenak. . NASA Eclipse Web Site.（英文）

## 外部連結
- NASA日食專頁（页面存档备份，存于）（英文）
- 可見區域圖和時間統計：由弗雷德·埃斯佩纳克做出的日食預報，NASA/GSFC
  - Google互動地圖呈現的日食範圍
  - 貝塞爾元素
- Google地圖顯示的日全食和日偏食範圍（页面存档备份，存于）（法文）（英文）
- 1900-1937年歷次日全食的日冕（页面存档备份，存于），本次拍攝於坎頓島（法文）（英文）

| \| \| 日食 \|                              |                             |                                           |
| 上一次日食： 1936年12月13日日食 （日環食） | 1937年6月8日日食 （日全食） | 下一次日食： 1937年12月2日日食 （日環食） |
| 上一次日全食： 1936年6月19日日食           | 1937年6月8日日食 （日全食） | 下一次日全食： 1938年5月29日日食          |
|                                            | 日食                        |                                           |